# Atlanta Hawks
Atlanta Hawks američka profesionalna košarkaška momčad iz grad Atlanta, Georgia.
Momčad je osnovana 1946.g., pod nazivom Tri-Cities Blackhawks. Nastupaju u NBA ligi od nastanka lige. 1951.g. momčad se je preselila u Milwaukee, Wisconsin gdje je i promijenila ime u Hawks. 1955.g. momčad ponovno seli, ovaj puta u St. Louis, Missouri.  
Momčad se je skrasila u Atlanta, Georgia 1968.g. gdje se nalazi i danas.

## Dvorane
- Wharton Field House 1946. – 1951.
- Milwaukee Arena 1951. – 1955.
- Kiel Auditorium 1955. – 1968.  (povremeno korištena dvorana St. Louis Arena)
- Alexander Memorial Coliseum 1968. – 1972. i 1997. – 1999.
- Omni Coliseum 1972. – 1997.
- Georgia Dome 1997. – 1999.
- Philips Arena 1999.–danas

## Vanjske poveznice
- (engl.)Atlanta Hawks službene internet stranice